# National Board of Review Awards 2004
La 76ª edizione dei National Board of Review Awards si è tenuta il 1º dicembre 2004.

## Classifiche

### Migliori dieci film
- Kinsey, regia di Bill Condon
- Million Dollar Baby, regia di Clint Eastwood
- Neverland - Un sogno per la vita (Finding Neverland), regia di Marc Forster
- Hotel Rwanda, regia di Terry George
- Ray, regia di Taylor Hackford
- Il segreto di Vera Drake (Vera Drake), regia di Mike Leigh
- Collateral, regia di Michael Mann
- Closer, regia di Mike Nichols
- Sideways - In viaggio con Jack (Sideways), regia di Alexander Payne
- The Aviator, regia di Martin Scorsese

### Migliori film stranieri
- La mala educación (La mala educación), regia di Pedro Almodóvar
- Mare dentro (Mar adentro), regia di Alejandro Amenábar
- Les choristes, regia di Christophe Barratier
- Maria Full of Grace, regia di Joshua Marston
- I diari della motocicletta (Diarios de motocicleta), regia di Walter Salles

### Migliori documentari
- Paper Clips, regia di Elliot Berlin e Joe Fab
- Born into Brothels, regia di Zana Briski e Ross Kauffman
- La storia del cammello che piange (Die Geschichte vom weinenden Kamel), regia di Luigi Falorni e Davaa Bâmbasürėn
- Z Channel: A Magnificent Obsession, regia di Xan Cassavetes
- Super Size Me, regia di Morgan Spurlock

## Premi
- Miglior film: Neverland - Un sogno per la vita (Finding Neverland), regia di Marc Forster
- Miglior film straniero: Mare dentro (Mar adentro), regia di Alejandro Amenábar
- Miglior documentario: Born into Brothels, regia di Zana Briski e Ross Kauffman
- Miglior attore: Jamie Foxx (Ray)
- Miglior attrice: Annette Bening (Being Julia - La diva Julia)
- Miglior attore non protagonista: Thomas Haden Church (Sideways - In viaggio con Jack)
- Miglior attrice non protagonista: Laura Linney (Kinsey)
- Miglior cast: Closer, regia di Mike Nichols
- Miglior performance rivelazione maschile: Topher Grace (In Good Company e P.S. Ti amo)
- Miglior performance rivelazione femminile: Emmy Rossum (Il fantasma dell'Opera)
- Miglior regista: Michael Mann (Collateral)
- Miglior regista esordiente: Zach Braff (La mia vita a Garden State)
- Miglior sceneggiatura originale: Charlie Kaufman (Se mi lasci ti cancello)
- Miglior sceneggiatura non originale: Alexander Payne e Jim Taylor (Sideways - In viaggio con Jack)
- Miglior film d'animazione: Gli Incredibili (The Incredibles), regia di Brad Bird
- Premio alla carriera: Jeff Bridges
- Premio Billy Wilder per l'eccellenza nella regia: Miloš Forman
- Premio speciale a Clint Eastwood per aver prodotto, diretto, interpretato e musicato Million Dollar Baby
- Premio speciale per la scenografia: La foresta dei pugnali volanti (Shi mian mai fu), regia di Zhang Yimou
- Premio speciale per la composizione musicale: Jan A. P. Kaczmarek (Neverland - Un sogno per la vita)
- Premio alla carriera per la direzione della fotografia: Caleb Deschanel
- Premio William K. Everson per la storia del cinema: Richard Schickel
- Premio per la produzione: Jerry Bruckheimer
- Riconoscimento per la libertà di espressione:
  - Fahrenheit 9/11, regia di Michael Moore
  - La passione di Cristo (The Passion of the Christ), regia di Mel Gibson
  - Conspiracy of Silence, regia di John Deery
- Riconoscimento speciale per l'eccellenza nel filmmaking (in ordine alfabetico del titolo originale):
  - The Assassination (The Assassination of Richard Nixon), regia di Niels Mueller
  - Before Sunset - Prima del tramonto (Before Sunset), regia di Richard Linklater
  - The Door in the Floor, regia di Tod Williams
  - L'amore fatale (Enduring Love), regia di Roger Michell
  - Se mi lasci ti cancello (Eternal Sunshine of the Spotless Mind), regia di Michel Gondry
  - La finestra di fronte, regia di Ferzan Özpetek
  - La mia vita a Garden State (Garden State), regia di Zach Braff
  - Una casa alla fine del mondo (A Home at the End of the World), regia di Michael Mayer
  - Imaginary Heroes, regia di Dan Harris
  - Da quando Otar è partito... (Depuis qu'Otar est parti...), regia di Julie Bertucelli
  - Stage Beauty, regia di Richard Eyre
  - Undertow, regia di David Gordon Green
  - The Woodsman - Il segreto (The Woodsman), regia di Nicole Kassell